# Жугур
Жугур (рум. Jugur) — село у повіті Арджеш в Румунії. Входить до складу комуни Поєнарій-де-Мусчел.
Село розташоване на відстані 115 км на північний захід від Бухареста, 40 км на північний схід від Пітешть, 138 км на північний схід від Крайови, 66 км на південний захід від Брашова.

## Населення
За даними перепису населення 2002 року у селі проживали 1237 осіб, усі — румуни. Усі жителі села рідною мовою назвали румунську.